# USS Fancy (AM-234)
USS Fancy (AM-234) – trałowiec typu Admirable służący w United States Navy w czasie II wojny światowej. Został przekazany Związkowi Radzieckiemu w ramach umowy lend-lease.
Okręt został zwodowany 4 września 1944 w stoczni Puget Sound Bridge and Dredging Co. w Seattle, matką chrzestną była E. L. Skeel. Jednostka weszła do służby 13 grudnia 1944, pierwszym dowódcą został Lieutenant F. D. Abbott.
Brał udział w działaniach II wojny światowej. Przekazany Związkowi Radzieckiemu 20 maja 1945, służył pod nazwą T-272.